# Constant Huret

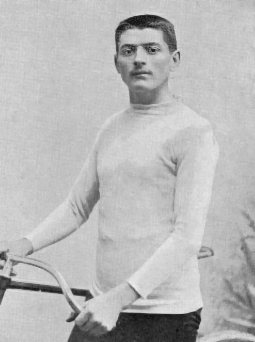
Constant Huret (1903)

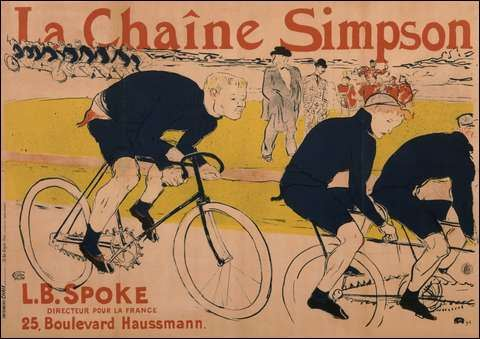
Werbeplakat der Firma Simpson Lever, mit Huret an dritter Position

Constant Huret (* 26. Januar 1870 in Ressons-le-Long; † 18. September 1951 in Paris) war ein französischer Radrennfahrer.
Vor seiner Karriere als Radsportler erlernte Constant Huret zunächst den Beruf eines Bäckers, was ihm als Rennfahrer den Spitznamen le Boulanger eintrug; später nannte man ihn le grand Constant. 1893, im Alter von 23 Jahren, wurde er Profi.
Huret gewann das erste 24-Stunden-Rennen auf deutschem Boden, das im September 1898 auf der Radrennbahn Berlin-Halensee ausgetragen wurde. 1899 gewann Huret das Rennen Bordeaux–Paris in einer Zeit, die 34 Jahre lang nicht unterboten werden konnte. Im Jahr darauf wurde er Steher-Weltmeister. Viermal gewann er das Pariser 24-Stunden-Rennen Bol d’Or. Außerdem stellte er mehrfach Weltrekorde auf. 1900 wurde er Zweiter bei den Europameisterschaften im Steherrennen. 1902 hatte Huret einen Trainingsunfall auf der Pariser Radrennbahn Parc des Princes, als er mit dem Fahrer Jimmy Michael zusammenstieß und eine schwere Unterschenkelverletzung (Trümmerbruch) erlitt. In der Folge musste Huret den aktiven Radsport aufgeben. Huret brauchte vier Jahre, um sich vollständig von den Unfallfolgen zu erholen und einer neuen beruflichen Tätigkeit nachzugehen.
Nach dem Ende seiner Radsportlaufbahn heiratete Constant Huret – offensichtlich in zweiter Ehe – eine 28 Jahre jüngere Frau und wurde Vater von drei Kindern. Er ließ sich in Paris nieder, vermietete Automobile und arbeitete als Chauffeur. Er starb im Alter von 81 Jahren.
Henri de Toulouse-Lautrec malte Huret für sein Werbeplakat „La Chaîne Simpson“.